# Bathyplectes nigridens
Bathyplectes nigridens är en stekelart som först beskrevs av Horstmann 1980.  Bathyplectes nigridens ingår i släktet Bathyplectes och familjen brokparasitsteklar. Inga underarter finns listade.